# بخش آستروکر
بخش آستروکر (به سوئدی: Österåkers kommun) یک ناحیه شهرداری در سوئد است که در شهرستان استکهلم واقع شده‌است.